# Beilsteinova databáze

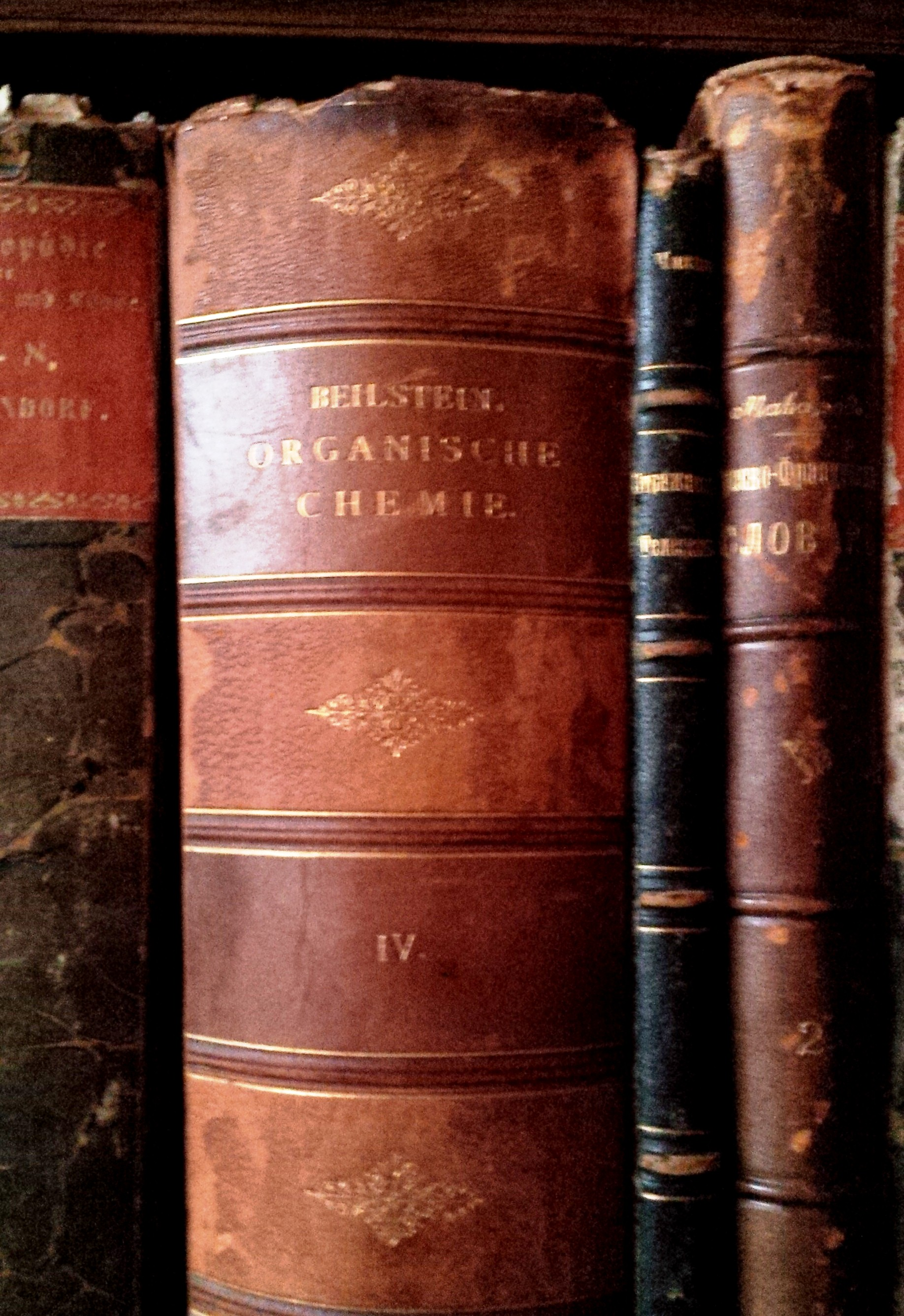
Beilsteins Handbuch der Organischen Chemie

Beilsteinova databáze, neboli Příručka organické chemie (v německém originále Handbuch der organischen Chemie) je jedna z největších příruček organické chemie vůbec. Její první vydání bylo publikováno po dlouholeté práci Friedricha Beilsteina v roce 1881. Nejnovější vydání obsahuje informace o více než 9,8 milionu sloučeninách a 10,3 milionu chemických reakcí. Sloučeniny jsou zde přehledně řazeny dle speciálního číslování, které vytvořil sám Beisltein. Kniha obsahuje odkazy na vědeckou literaturu od roku 1771 až po současnost. Publikace je v dnešní době dostupná i v elektronické podobě.